# ‘En Divsha
‘En Divsha (hebreiska: עין דבשה) är en källa i Israel.   Den ligger i distriktet Norra distriktet, i den norra delen av landet. ‘En Divsha ligger 133 meter över havet.
Terrängen runt ‘En Divsha är huvudsakligen kuperad, men åt sydväst är den platt. Runt ‘En Divsha är det tätbefolkat, med 427 invånare per kvadratkilometer. Närmaste större samhälle är Qiryat Shemona, 14,9 km nordväst om ‘En Divsha. Trakten runt ‘En Divsha består till största delen av jordbruksmark.